# Chernoff-Gesichter

Chernoff-Gesichter (Bewertung der vorgeschlagenen Mitglieder einer Jury durch Anwälte)

Chernoff-Gesichter sind ein von Herman Chernoff zur Visualisierung von multivariaten Daten durch menschliche Gesichter entwickeltes Verfahren.
Die grundlegende Idee der Datenvisualisierung durch Gesichter ist, dass es einem Menschen leicht fällt, auch kleine Unterschiede in menschlichen Gesichtern zu erkennen und dadurch die Komplexität multivariater Daten (z. B. Eigenschaften von Biersorten, Variablen von Apartmentwohnungen etc.) über dieses System der Chernoff-„Gesichter“ leichter zu erfassen.
Jeder Variable eines Datensatzes wird dabei eines von achtzehn Gesichtsmerkmalen zugeordnet, z. B. Position, Stellung oder Größe von Gesicht, Augen, Augenbrauen, Mund und Nase, so dass für jede Beobachtung ein individuelles Gesicht entsteht.

## Konstruktion eines Chernoff-Gesichts
In diesem Bild ist beispielhaft dargestellt, wie eine Konstruktion eines Chernoff-Gesichts durchgeführt wird. Alle mit Buchstaben gekennzeichneten Längen werden durch die Werte einer Beobachtung bestimmt. Hierbei müssen diese Werte einer vorherigen Normierung unterzogen werden.

## Asymmetrie
1981 schlugen Bernhard Flury und Hans Riedwyl asymmetrische Chernoff-Gesichter vor. Da ein Chernoff-Gesicht vertikal symmetrisch ist, die linke und rechte Gesichtshälfte also identisch sind, kann prinzipiell auf eine Seite des Gesichts verzichtet werden. Diese Redundanz in der Darstellung kritisierte auch Tufte. Durch die Verwendung von asymmetrischen Gesichtern kann die Anzahl der darstellbaren Variablen verdoppelt werden.